# Primeiro-ministro do Japão
O Primeiro-Ministro do Japão (内閣総理大臣, Naikaku-sōri-daijin) é chefe de governo do Japão. Ele é nomeado pelo Imperador do Japão após ser indicado pela Dieta entre seus membros e deve gozar de confiança da Câmara dos Representantes para manter o seu cargo. Ele é o chefe do Gabinete e nomeia e exonera os Ministros de Estado. A tradução literal do nome oficial em japonês do cargo, Naikaku-sōri-daijin (内閣総理大臣), é Ministério da Administração Compreensiva do Gabinete ou Ministério que Preside o Gabinete. O detentor do cargo também é chamado de maneira informal e coloquial de Shushō (首相), palavra que em japonês significa "primeiro-ministro" e que utilizam para chefes de governo de outros países.
O cargo foi criado em 1885, cinco anos antes da promulgação da Constituição Meiji, que não mencionam explicitamente nem o gabinete nem o Primeiro-Ministro explicitamente. Ele tomou a sua forma atual com a adoção da constituição de 1947.
O atual Primeiro-Ministro é Shigeru Ishiba, que tomou posse em 1 de outubro de 2024 após as eleições, substituindo Fumio Kishida.

## Nomeação
O Primeiro-Ministro é indicado por ambas as casas da Dieta, antes de se tomar qualquer outra iniciativa. Para este propósito, cada casa realiza uma votação sob o sistema de dois turnos. Se as duas casas escolhem indivíduos diferentes, então um comitê conjunto de ambas as casas é indicado para concordar sobre um candidato comum. Em último caso, no entanto, se as duas casas não concordarem em dez dias, a decisão da Câmara dos Representantes é considerada como da Dieta. Então, a Câmara dos Representantes pode, teoricamente, assegurar a indicação de qualquer Primeiro-Ministro que ela desejar. O candidato é, então, apresentado com sua comissão e formalmente nomeado pelo Imperador.

## Requisitos
- Deve ser um membro de uma das câmaras da Dieta (isso implica a exigência de uma idade mínima de 25 anos e a nacionalidade japonesa).
- Deve ser um "civil". Isto exclui membros que estão servindo as Forças de Autodefesa do Japão, bem como qualquer ex-membro do Exército imperial japonês ou Marinha Imperial Japonesa, que estão fortemente conectados ao pensamento militarista. Note-se que ex-oficiais militares da Segunda Guerra Mundial podem ser nomeados Primeiro-Ministro apesar do requisito de ser "civil". Um exemplo é Yasuhiro Nakasone.

## Funções

### Funções constitucionais
- Exerce o "controle e supervisão" sobre todo o Poder Executivo. [8]
- Apresenta contas à Dieta em nome do Gabinete.[9]
- Assina leis e ordens do Gabinete (junto com outros membros do Gabinete).[10]
- Nomeia todos os ministros do Gabinete e pode exonerá-los a qualquer tempo.[11]
- Pode permitir que ações legais sejam tomadas contra os membros do Gabinete.[12]
- Deve fazer relatórios sobre relações internas e estrangeiras para a Dieta.[9]
- Deve reportar à Dieta, quando demandado, para fornecer respostas e explicações.[13]
- Pode dissolver a Câmara dos Representantes da Dieta.[14]

### Funções estatutárias
- Preside as reuniões do Gabinete.[15]
- Comandante em chefe das Forças de Autodefesa do Japão.[16]
- Pode anular um mandado de segurança contra um ato administrativo expondo seus motivos.[17]

## Emblema

Estandarte do Primeiro-Ministro
Emblema do Primeiro-Ministro
Brasão do Primeiro-Ministro

## Escritório e residência oficiais

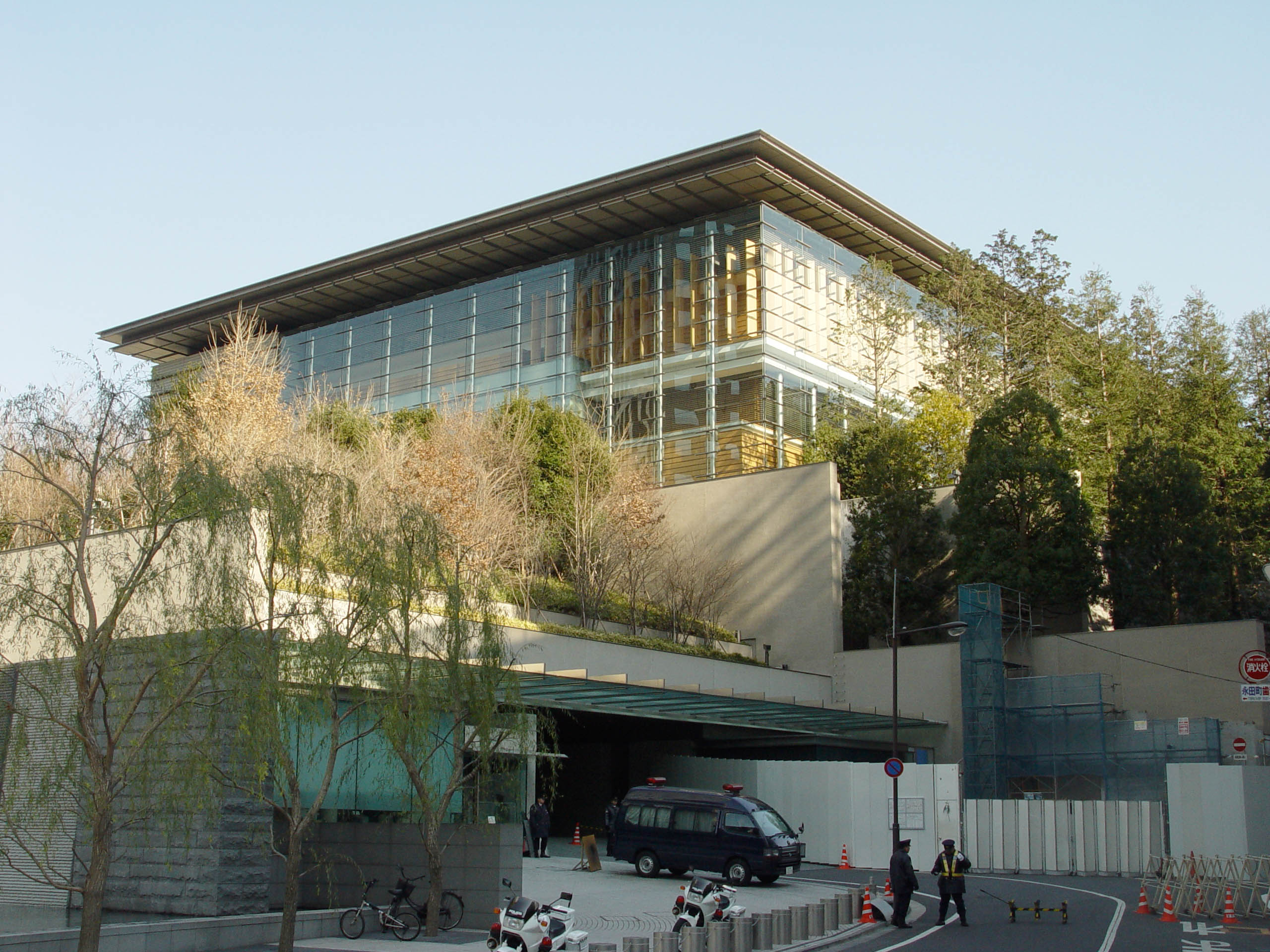
Kantei, o Escritório do Primeiro-Ministro

O Escritório do Primeiro-Ministro do Japão é chamado de Kantei (官邸).  O Kantei original funcionou de 1929 a 2002, quando um novo edifício foi inaugurado para servir como o Kantei atual. O antigo Kantei foi convertido para a Residência Oficial, ou Kōtei (公邸). O Kōtei fica a sudoeste de Kantei e é ligado por uma passarela.

## Honras e condecorações
Até meados da década de 1930, normalmente era concedido ao Primeiro-Ministro do Japão um título de nobreza (kazoku) antes de deixar o cargo, se ele já não tivesse um. Os títulos eram geralmente concedidos a nível de conde, visconde ou barão, em função de suas conquistas e status do Primeiro-Ministro. Os dois níveis mais altos, marquês e príncipe, eram concedidos apenas a estadistas altamente distintos, e não foram mais concedidos a um Primeiro-Ministro após 1928. O último Primeiro-Ministro que recebeu um título foi Kijuro Shidehara, que serviu de outubro de 1945 a maio de 1946. O pariato foi abolido quando a Constituição do Japão entrou em vigor em maio de 1947.
Alguns Primeiros-Ministros eminentes foram agraciados com a Ordem do Crisântemo, geralmente no nível de Grande Cordão. A maior honra no sistema de honra japonês, o Colar da Ordem do Crisântemo, somente foi concedido a Primeiros-Ministros selecionados e estadistas eminentes. O último Primeiro-Ministro a ganhar tal título enquanto vivo foi Saionji Kinmochi em 1928. Com mais frequência, a Ordem do Crisântemo tem sido uma condecoração póstuma. O Colar da ordem foi dado pela última vez postumamente ao ex-Primeiro-Ministro Eisaku Satō em junho de 1975. O Grande Cordão tem sido geralmente concedido postumamente. O mais recente a receber tal título foi Ryūtarō Hashimoto em julho de 2006. Atualmente, Yasuhiro Nakasone é o único ex-Primeiro-Ministro vivo a ser agraciado com o Grande Cordão da Ordem do Crisântemo, que recebeu em 1997.
Depois de abandonar o cargo, normalmente é atribuído ao Primeiro-Ministro o segundo ou terceiro nível na precedência da ordem judicial, e é atribuído normalmente o segundo nível postumamente. Alguns Primeiros-ministros distintos foram agraciados com o primeiro nível postumamente. O último a receber tal condecoração foi Eisaku Satō em 1975. Desde a década de 1920, após o exercício do cargo, os Primeiros-Ministros foram geralmente condecorados com o Grande Cordão da Ordem da Paulownia (até 2003, uma classe especial de maior nível da Ordem do Sol Nascente), dependendo do mandato e da eminência. No entanto, as honras podem ser recusadas devido à má conduta ou não aceitação por parte do Primeiro-Ministro (por exemplo, Kiichi Miyazawa).

## Lista de ex-Primeiros-Ministros vivos
| Nome              | Duração do mandato | Data de nascimento                |
| ----------------- | ------------------ | --------------------------------- |
| Morihiro Hosokawa | 1993–1994          | 14 de janeiro de 1938 (87 anos)   |
| Tomiichi Murayama | 1994–1996          | 3 de março de 1924 (101 anos)     |
| Yoshiro Mori      | 2000–2001          | 14 de julho de 1937 (87 anos)     |
| Junichiro Koizumi | 2001–2006          | 8 de janeiro de 1942 (83 anos)    |
| Yasuo Fukuda      | 2007–2008          | 16 de julho de 1936 (88 anos)     |
| Taro Aso          | 2008–2009          | 20 de setembro de 1940 (84 anos)  |
| Yukio Hatoyama    | 2009–2010          | 11 de fevereiro de 1947 (78 anos) |
| Naoto Kan         | 2010–2011          | 10 de outubro de 1946 (78 anos)   |
| Yoshihiko Noda    | 2011–2012          | 20 de maio de 1957 (67 anos)      |
| Yoshihide Suga    | 2020–2021          | 6 de dezembro de 1948 (76 anos)   |
| Fumio Kishida     | 2021-2024          | 29 de julho de 1957 (67 anos)     |